# Ярушин, Станислав Сергеевич
Станисла́в Серге́евич Яру́шин (род. 14 января 1981, Челябинск, СССР) — российский актёр, шоумен, телеведущий, певец, продюсер. Участник команд КВН «Уездный город» и «Лица уральской национальности», чемпион Высшей лиги КВН 2002 года. Известен по роли Антона Мартынова в телесериалах «Универ», «Универ. Новая общага», «Универ. 10 лет спустя» и «Универ. 13 лет спустя». Продюсер и ведущий «Yarushin Hockey Show» на телеканале Матч ТВ.

## Биография
Станислав Ярушин родился 14 января 1981 года в Челябинске.
Окончил школу № 46 Челябинска.
Поступил в Челябинский государственный агроинженерный университет как член университетской хоккейной команды.
В 2000 году закончил хоккейную карьеру и начал играть в команде КВН «Уездный город», в которой в 2002 году стал чемпионом Высшей лиги КВН, а в 2004 году — обладателем Летнего кубка КВН.
С 2003 по 2007 год — актёр команды КВН «Лица уральской национальности». В 2006 году «ЛУНа» в финале Высшей лиги КВН заняла второе место.
С 2011 года стал сниматься в сериале «Универ» в роли Антона Мартынов. Также в 2011 году снялся в продолжении сериала «Универ. Новая общага», в 2021 году снялся в ещё одном продолжении «Универ: 10 лет спустя», а в 2024 году снялся в третьем продолжении «Универ: 13 лет спустя».
В 2016 году вышел дебютный альбом «Об этом».
В 2017 году вышел музыкальный альбом «#макспро2008».
В январе 2018 года завёл канал на YouTube, создал компанию «Y-Generation Production», которая занимается созданием телевизионного, интернет- и event-контента.
В августе 2018 года стал ведущим интернет-шоу «Ночной Контакт».
В январе 2019 года выпустил линию одежды Y-Generation Wear.
В марте 2019 года стал продюсером и ведущим «Yarushin Hockey Show».
В декабре 2019 года вышел альбом «Просто».
В ноябре 2020 года организовал гольф-турнир «Кубок Стаса».
В сентябре 2021 года стал участником шоу «Звёзды в Африке» на телеканале «ТНТ», где занял четвёртое место.
В сентябре 2022 года стал участником третьего сезона шоу «Звёзды в Африке. Битва сезонов» на телеканале ТНТ. В этом же году принимал участие в телешоу «Аватар» на НТВ, где управлял аватаром Маугли. С 2022 года ведёт музыкальную программу «Музлофт» на платформе YouTube. В программе участвуют разные певцы и певицы, лёгкое общение, песни.
В феврале 2024 года принял участие в пятом сезоне шоу «Маска» на НТВ в образе Водяного. В четвёртом выпуске, вышедшем в эфир 8 марта 2024 года, маска Водяного была разоблачена.

## Личная жизнь
Первая жена — Полина Бисерова (2008—2009).
С 2011 года женат на Алёне Ярушиной. У супругов трое детей: дочь Стефания 2012 года рождения, сын Ярослав (2014) и дочь Александра (2024).

## Творчество

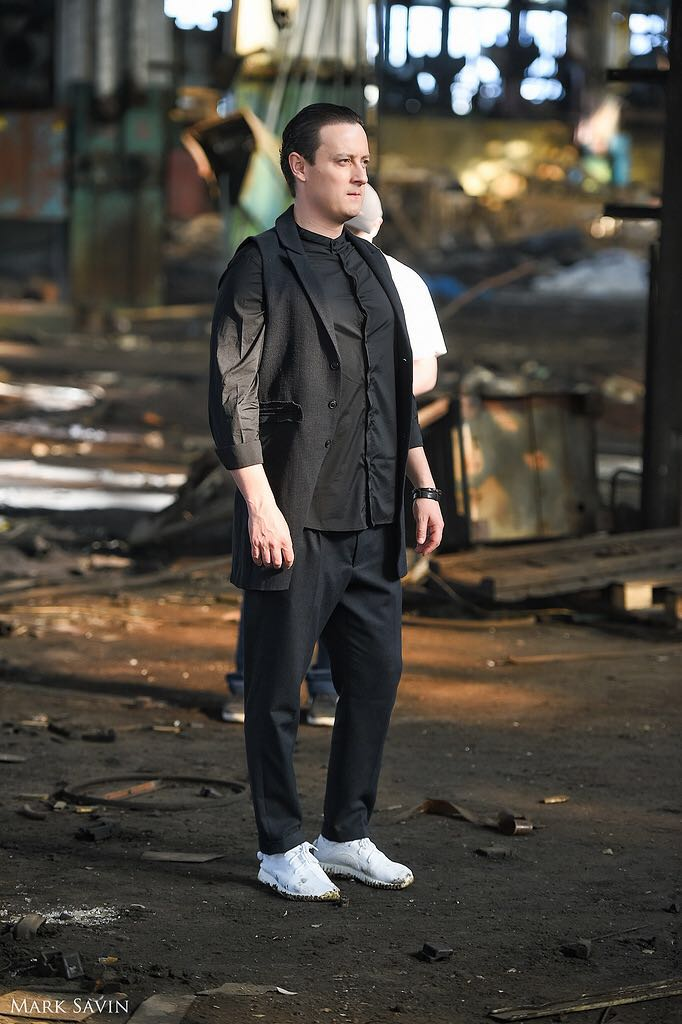
На съёмках клипа «Об этом»

### Телевизионные работы
- «Большой город» на СТС (ведущий);
- «Цвет нации» на СТС (ведущий);
- «Yesterday Live» Первый канал (актёр);
- «Неизведанная хоккейная Россия» на Матч ТВ (ведущий);
- «Yarushin Hockey Show» на телеканале Матч ТВ (продюсер, ведущий);
- «MUZLOFT» Ютуб канал (ведущий);

### Фильмография
| Год       |    | Название              | Роль |
| --------- | -- | --------------------- | --- |
| 2010—2011 | с  | Универ                | Антон Львович Мартынов |
| 2011—2018 | с  | Универ. Новая общага  | Антон Львович Мартынов |
| 2013—2014 | с  | СашаТаня              | Антон Львович Мартынов |
| 2013      | мф | Университет монстров  | Терри Перри |
| 2017      | с  | Стройка               | Стоматолог Артур |
| 2018      | ф  | Zомбоящик             | Супермен / пожарный / грабитель банка / банковский работник / актёр из рекламы «Заработай online» / актёр из рекламы «Экономьте воду» № 1 / ведущий конкурса «Мисс Весна-2017» |
| 2021      | ф  | Love                  | администратор отеля Витя |
| 2021      | с  | Универ. 10 лет спустя | Антон Львович Мартынов |
| 2024      | с  | Красный 5             | Ярушин |
| 2024      | с  | Универ. 13 лет спустя | Антон Львович Мартынов |

### Дискография
- 2016 — «Об этом»
- 2017 — «#иэтотзапел»
- 2019 — «Просто».